# Smalkindad örtblomfluga
Smalkindad örtblomfluga (Cheilosia angustigenis) är en tvåvingeart som först beskrevs av Becker 1894.  Smalkindad örtblomfluga ingår i släktet örtblomflugor, och familjen blomflugor. Arten är reproducerande i Sverige.